# Партикуляризм
Партикуляри́зм (от лат. particula «небольшая часть» ← particularis «частичный») — стремление к частным моментам, обособлению. Партикуляризм встречается в различных областях. В русском языке данный термин наиболее широко используется в политике и обозначает преследование отдельными частями государства личных интересов, в ущерб интересам общегосударственным.

## Этический партикуляризм
Точка зрения, отрицающая существование общих моральных принципов. Её сторонники рекомендуют принимать этические суждения лишь на разборе частных случаев (например, не может быть общих утверждений «ударить женщину — аморально» или «помочь человеку — благо»). Партикуляризму противопоставляется принципализм, который основывает свои суждения на хорошо известных теориях (например деонтологии, утилитаризме). Партикуляризм же утверждает, что не существует общих принципов, которые можно применить к любому частному случаю.

## Политический партикуляризм
В широком значении партикуляризм представляет собой отстаивание отдельными социальными, этническими, религиозными группами в государстве своих личных интересов, в ущерб интересам всего сообщества либо государства в целом. В более узком значении данный термин используется для обозначения политической тенденции отдельных областей государства к самостоятельной политической жизни. Политическому партикуляризму противопоставлен централизм. Крайними формами партикуляризма выступают сепаратизм (как движение за отделение и образование самостоятельного государства) и децентрализм в любой форме.
Партикуляризм как термин широко применяется в исторической литературе, особенно в отношении средних веков, и обозначает политическую раздробленность, характерную для определённого периода развития феодального государства, связанную со стремлением феодальных сеньорий и городов к возможно большей политической, административной и судебной самостоятельности. Классическим примером подобных центробежных стремлений является почти вся история Священной Римской империи.
В политологии под партикуляризмом могут понимать маргинальные идеологические течения. Здесь ему противопоставляют плюрализм.

## Литературный партикуляризм
В художественной литературе, поэзии — пристальное внимание к деталям с целью воздействовать на чувства и передать реальность происходящего.

## Партикуляризм в социологии
По Т. Парсонсу партикуляризм — это вид ориентации, заключающийся в применении уникальных, а не общих критериев оценки. В данном смысле он противопоставляется универсализму.

## Партикуляризм в теологии
Под партикуляризмом в теологии подразумевают учение, что обретут спасение только те, кто предопределён Богом от создания мира (от лат. decretum particulare).